# ضغط لابلاس
ضغط لابلاس (بالإنجليزية: Laplace pressure)‏ هو فرق الضغط بين وسطين ( وسط 1 داخل فقاعة، وسط 2 خارج فقاعة ) الناتج عن تأثير التوتر السطحي على الوسط الملامس للغاز، ويحسب من العلاقة التالية:
{\displaystyle \Delta P\equiv P_{\text{inside}}-P_{\text{outside}}=\gamma \left({\frac {1}{R_{1}}}+{\frac {1}{R_{2}}}\right),}
عندما : {\displaystyle R_{1}} يتساوى {\displaystyle R_{2}}, {\displaystyle \Delta P={\frac {2\gamma }{R}},}
- Pinside ضغط داخل فقاعة
- Poutside ضغط خارج فقاعة
- {\displaystyle \gamma } (أو {\displaystyle \sigma }) توتر سطحي
- R نصف قطر الفقاعة

ويمكن استنباط هذه المعادلة من معادلة يونغ- لابلاس